# Дюмпельфельд
Дюмпельфельд (нем. Dümpelfeld) — община в Германии, в земле Рейнланд-Пфальц. 
Входит в состав района Арвайлер. Подчиняется управлению Аденау.  Население составляет 637 человек (на 31 декабря 2010 года). Занимает площадь 11,86 км².
Коммуна подразделяется на 2 сельских округа.